# Ituaçu
Ituaçu là một đô thị thuộc bang Bahia, Brasil. Đô thị này có diện tích 1216,149 km², dân số năm 2007 là 17833 người, mật độ 14,7 người/km².